# Giuseppe Donzelli
Pour les articles homonymes, voir Donzelli.
Giuseppe Donzelli, baron de Dogliola dans le royaume de Naples, est un médecin, chimiste et historien italien du XVIIe siècle.

## Biographie
Médecin de formation et disciple de Sebastiano Bartoli, il naquit en 1596 dans une famille noble. Il s’intéressa d’abord à la chimie ; ses recherches débouchèrent sur une large reconnaissance de ses contemporains pour ses compétences intellectuelles et scientifiques. À la veille de l’insurrection napolitaine, il était célèbre pour avoir composé un Antidotario o Petitorio, puis, en 1642, un Antidotario napolitano.
Lorsque survint la révolte populaire initiée par Masaniello et Giulio Genoino, Donzelli se rangea avec enthousiasme du côté des rebelles. Les autorités révolutionnaires lui confièrent alors le soin de rédiger une histoire de la révolte, ce qui signalait la préoccupation des nouveaux responsables, soucieux de diffuser un discours autonome sur l’ordre révolutionnaire. Cette œuvre, achevée en novembre 1647, comportait une dédicace au duc de Guise, datée du 20 novembre, alors que le duc venait à peine de débarquer à Naples. Elle reçut l’imprimatur ecclésiastique (datée du 7 décembre), et le privilège d’édition accordé par Guise, le 22 février 1648. L’édition napolitaine portait la date de 1647, alors qu’elle ne sortit des presses qu’en 1648 sous le titre italien de Parthénopè libérée ou le récit de l’héroïque résolution du Peuple de Naples pour se soustraire avec tout le royaume à l’insupportable joug des Espagnols. Donzelli y relatait les événements révolutionnaires pendant les cinq premiers mois, jusqu’à l’arrivée de Guise le 15 novembre 1647. Néanmoins, il prévoyait une seconde partie, annoncée dans la première : en fait, cette seconde partie ne parut jamais sinon dans une réédition des années 1670, avec la narration de la chute de la république. Cependant cette édition n’offre pas de garanties d’authenticité, d’autant que cette seconde partie semble très critique envers le peuple, bien plus que l’original.
Témoin et acteur de la révolution, Donzelli participa aussi personnellement à la révolte, écrivant, dans la page introductive à son récit, qu’il avait dû « s’en remettre à la discrétion du copiste et des imprimeurs […] m’étant trouvé toujours les armes à la main ». Comme nombre de témoins, il avait tenu un journal personnel des événements, qui adoptait le point de vue populaire, à tel point qu'on peut considérer cette histoire comme une relation « officielle » de la révolte puisqu’elle fut publiée à l’initiative des chefs populaires, avec la licence de Gennaro Annese. L’ouvrage, assez sobre, débute par l’exposé des causes de la révolte : fiscalité, injustice, poids excessif de la noblesse et des adjudicateurs, corruption et usurpation d’un système de gouvernement qui s’était éloigné des origines et qui s’était détourné de la population. Pour Donzelli, l’oppression espagnole était intimement liée à l’exploitation féodale par les groupes nobiliaires. Dès lors, il assumait la violence populaire contre ces ennemis, auxquels il ajoutait les bandits. Ce fut le renoncement espagnol à l’union avec le peuple contre la noblesse, qui l’avait conduit à s’engager en faveur de la République et de l’Indépendance de Naples. Ensuite, il justifia ce régime politique par le recours au passé, aux racines républicaines de Naples qui remonteraient à plus de 2 000 ans… La dédicace du livre adressée à Guise intervenait à un moment où le duc pouvait apparaître comme le Sauveur des espoirs des révoltés.
Avec la fin de la révolution, Partenope liberata fut interdite et les copies, retrouvées par les autorités espagnoles furent brûlées. Lorsque la flotte française réapparut sur les côtes napolitaines, durant l’été 1648, Donzelli préféra s’enfuir pour Rome, craignant un déchaînement répressif ; il ne revint à Naples que plus tard, bénéficiant à son retour de la clémence des autorités. Dès lors, il put participer de nouveau à cette sociabilité scientifique naissante qui se mettait en place avec l’Académie degli Investiganti, revenant à ses activités scientifiques. Il mourut à Naples en 1670.

## Œuvres
- Synopsis de opobalsamo orientali, Naples, 1640, in-4°.
- Liber de opobalsamo, additio apologetica, ad suam de opobalsamo orientali synopsim, Naples, 1643. Le même ouvrage, traduit en italien, a été imprimé à Padoue en 1643, in-4°.
- Antidotario napoletano di nuovo riformato e corretto, Naples, 1649, in-4°.
- Teatro farmaceutico, dogmatico e spargirico, con l’aggiunta del Tomaso Donzelli, figlio dell’autore, Rome, 1677, in-folio.
- Partenope liberata o vero Racconto dell'heroica risolutione fatta dal popolo di Napoli per sottrarsi con tutto il Regno dall'insopportabil giogo delli spagnuoli, Naples, 1647, in-4°.